# American Family
American Family é uma série de televisão estadunidense de 2002 criada por Gregory Nava. Este foi o primeiro seriado dirigido ao público hispano-americano da TV aberta dos Estados Unidos.

## Sinopse
A família Gonzáles, tema do seriado, é hispano-americana e vive num bairro de Los Angeles. O casal Gonzáles, formado por Sonia Braga e Edward James Olmos, têm cinco filhos. O caçula é Cisco, um perito em computadores que grava um vídeo sobre sua família. Além dele, Esteban é um homem que tenta reconstruir sua vida depois de problemas judiciais e Nina é uma feminista em conflito com o pai. Os dois outros filhos já são adultos. Eles vivem com sua tia Dora, vivida por Raquel Welch, que é uma estrela frustrada de Hollywood.

## Produção
Contratado pela CBS, o cineasta Gregory Nava havia rodado o piloto da série inspirada em seu aclamado filme Minha Família e que girava em torno da experiência pessoal e profissional de várias gerações de uma família mexicana-americana na cidade de Los Angeles. Mas a emissora decidiu por fim abrir mão do projeto que poderia ter se convertido na primeira série dramática latina da história das grandes cadeias de televisão americana. A rede pública PBS decidiu então exibir 12 episódios da sua primeira temporada. A segunda temporada foi ao ar em meados de 2004, com uma ligeira mudança de nome. 

## Elenco
- Edward James Olmos ... Jess Gonzalez
- Sonia Braga ... Berta Gonzalez
- Esai Morales ... Esteban Gonzalez
- Constance Marie ... Nina Gonzalez
- Rachel Ticotin ... Evangelina "Vangie" Gonzalez
- AJ Lamas ... Cisco Gonzalez
- Raquel Welch ... Aunt Dora
- David Villalpando ...Cruz

## Prêmios e indicações
| Ano  | Prêmio                | Categoria                                                                  | Resultado |
| ---- | --------------------- | -------------------------------------------------------------------------- | --------- |
| 2002 | Primetime Emmy Awards | Melhor Fotografia em Série Multi-Câmera                                    | Indicado  |
| 2003 | Young Artist Awards   | Melhor Performance em Série de TV (Comédia ou Drama) para Hector Escalante | Indicado  |
| 2004 | Primetime Emmy Awards | Melhor Fotografia em Minissérie ou Telefilme                               | Indicado  |
| 2004 | Primetime Emmy Awards | Melhor Maquiagem para Minissérie, Filme ou Especial para TV (Sem Prótese)  | Indicado  |
| 2004 | Primetime Emmy Awards | Melhor Minissérie                                                          | Indicado  |
| 2005 | Prêmios Globo de Ouro | Melhor Minissérie ou Telefilme                                             | Indicado  |
| 2005 | Satellite Awards      | Melhor Minissérie                                                          | Indicado  |